# 1998 في كولومبيا
فيما يلي قوائم الأحداث التي وقعت خلال عام 1998 في كولومبيا.

## سياسة

### تعيين في المنصب
- 20 يوليو – إنجريد بيتنكور عضو مجلس الشيوخ في كولومبيا.
- 7 أغسطس – أندريس باسترانا أرانغو رئيس كولومبيا.

### انتهاء فترة المنصب
- 20 يوليو – إنجريد بيتنكور عضو مجلس النواب الكولومبي.
- 7 أغسطس – إرنستو سامبر رئيس كولومبيا.

## رياضة
- 10 مايو – طواف كولومبيا 1998 الفائزون إيفان بارا، Libardo Niño [الإنجليزية]‏، José Castelblanco [الإنجليزية]‏.

## وفيات

### نوفمبر
- 16 نوفمبر – أوميرا سانشيز (مواليد 1972)